# Jérôme Marcks von Würtemberg
Ulric Adolf Robert Jérôme Marcks von Würtemberg, född 22 juni 1834 i Stigtomta socken, Södermanlands län, död 18 maj 1907 i Stockholm, var en svensk friherre och väg- och vattenbyggnadsingenjör.
Marcks von Würtemberg blev student vid Uppsala universitet 1852, avlade kansliexamen 1856 och utexaminerades från Högre artilleriläroverket på Marieberg 1860 samt företog studieresor i Norge, Danmark och Tyskland 1870 och 1885. Han blev löjtnant i Väg- och vattenbyggnadskåren 1862, kapten 1875 och major 1891. Han var nivellör vid Gävle–Dala Järnväg 1857 och vid Statens järnvägsbyggnader 1860–1863, lärare vid Svenska slöjdföreningens söndags- och aftonskola 1857–1859, stationsingenjör vid Ystad–Eslövs järnvägsbyggnad 1863–1866, ingenjör vid Höganäs stenkolsverk 1867, arbetschef vid byggandet av Göteborgs hospital på Hisingen 1868 och vid anläggning av Göteborgs stads vattenledning 1869–1870, distriktsingenjör vid Frövi–Ludvika järnvägsbyggnad 1871–1872 och vid Bergslagernas järnvägsbyggnad 1872–1879, tekniskt biträde i Väg- och vattenbyggnadsstyrelsen 1879, byråingenjör där 1882–1899 (föredragande för ärenden angående enskilda järnvägar 1886–1899) och tillförordnad byråchef tidvis 1884–1899. Han var ledamot i Riddarhusdirektionen 1893–1902. Han innehade en mängd uppdrag såsom kontrollerande ingenjör vid järnvägsbyggnader och andra arbeten. Han utgav Matrikel öfver officerare vid Väg- och vattenbyggnadskåren 1851–1889 samt 1851–1897.